# Alexandra av Luxemburg
Alexandra av Luxemburg (Alexandra Joséphine Teresa Charlotte Marie Wilhelmine), född 16 februari 1991, är en luxemburgsk prinsessa. Hon är enda dotter till storhertigparet Henri och Maria Teresa. Hon står som nummer sex i den luxemburgska tronföljden.

## Biografi
Alexandra föddes 16 februari 1991 på Maternité Grande-Duchesse Charlotte i Luxemburg. Hon har tre äldre bröder, Guillaume av Luxemburg, Félix av Luxemburg och Louis av Luxemburg samt en yngre, Sébastien av Luxemburg.

### Utbildning
Hon gick grundskolan i Angelsberg och tog gymnasieexamen 2009 vid Lycée Vauban i Luxemburg. Hon har därefter studerat psykologi samhällsvetenskap vid universitet i USA, och erhöll en bachelorexamen i filosofi efter studier i Paris, med inriktning på etik och antropologi.
Hon talar luxemburgiska, franska, engelska och spanska flytande och har även goda kunskaper i tyska och italienska.

## Representation
Alexandra deltar i storhertigfamiljens representation, till exempel vid nationaldagsfirandet.

## Titel
- 16 februari 1991 – idag: Hennes kungliga höghet prinsessan Alexandra av Luxemburg, prinsessa av Nassau, prinsessa av Bourbon-Parma

## Ordnar och dekorationer
- Storkors av Adolf av Nassaus civil- och militärförtjänstorden
- Nassauska Gyllene lejonets orden[1]
- Dyrbara Kronans orden av 2:a klassen